# Bones pràctiques
Per bones pràctiques o millors pràctiques s'entén un conjunt coherent d'accions que han rendit bé o fins i tot excel·lent servei en un determinat context i que s'espera que, en contextos similars, rendeixin resultats semblants.
Les "bones pràctiques" depenen dels experts i la seva popularitat, de les modes i, per això darrer, és possible que algunes resultin contradictòries entre elles mateixes.